# Sieluń
Sieluń (prononciation : [ˈɕeluɲ]) est un village polonais de la gmina de Młynarze dans le powiat de Maków de la voïvodie de Mazovie dans le centre-est de la Pologne.
Il se situe à environ 24 kilomètres au nord-est de Maków Mazowiecki (siège du powiat) et à 87 kilomètres au nord de Varsovie (capitale de la Pologne).
Le village possède approximativement une population de 300 habitants en 2006.

## Histoire
De 1975 à 1998, le village appartenait administrativement à la voïvodie d'Ostrołęka.